# Кондыревы
Кондыревы — русский дворянский род литовского происхождения.
При подаче документов (29 марта 1686) для внесения рода в Бархатную книгу, была предоставлена родословная роспись, окольничим Петром Тимофеевичем Кондыревым, с которым возникла тяжба одной из линий рода не вписанных в родословие Кондыревых, которые написали шесть челобитных (1686-1694), запросив из Поместного и Разрядного приказа (1693) необходимые документы.
Род Кондыревых внесен в VI часть родословных книг Калужской, Курской, Пензенской и Рязанской губерний.

## Происхождение и история рода
Происходит, по преданию, от литовского выходца Марка Демидовича, выехавшего из Литвы в Тверь к великому князю Ивану Михайловичу. Его правнук, Иван Яковлевич, прозванный Кондырь, был родоначальником Кондыревых.
Дмитрий Иванович полковой воевода (1484). Опричниками Ивана Грозного (1573) числились: Воин Васильевич, Григорий и Иван Григорьевич Кондыревы.
Тимофей Васильевич Кондырев пожалован в окольничие (1655). Об Иване Гавриловиче — см.
Пётр Тимофеевич Кондырев при Фёдоре Алексеевиче окольничий, ведал мастерскую палату царицы (1682), боярин (1692). Брат его, Семён Тимофеевич, думный дворянин (1677), окольничий (1678), другой брат, Иван Тимофеевич  думный дворянин, боярин (1690). Иван Петрович Кондырев стольник,  думный дворянин (1677-1686) (умер 1687). Многие Кондыревы были в XVII веке стольниками и стряпчими.
Потомком Ивана Яковлевича в XII-м колене является Татьяна Фёдоровна Прончищева.

## Описание герба
В щите, разделённом надвое, в верхней половине, в голубом поле видна из облаков с левой стороны выходящая рука в серебряных латах, держащая копьё, остриём к золотому воинскому щиту; в нижней половине в серебряном поле над рекой находится змей, в левую сторону обращённый.
Щит увенчан дворянскими шлемом и короной, на поверхности которой виден выходящий воин, в серебряные латы облечённый, держащий в правой руке саблю, а в левой — копьё. Намёт на щите голубой, подложен серебром. Щитодержатели: два грифа. Герб рода Кондыревых внесён в Часть 7 Общего гербовника дворянских родов Всероссийской империи, стр. 13.

## Известные представители
- Кондырев Иван Осипович — стольник патриарха Филарета (1627—1629), стряпчий (1636—1640).
- Кондырев Кузьма Казаринов — Мещовский городовой дворянин (1627—1629) (ум. 1639).
- Кондырев Осип Леонтьевич — Серпейский городовой дворянин (1627—1629).
- Кондырев Пётр Тимофеевич — калужский городовой дворянин (1627—1629), думный дворянин (1677), окольничий (1677—1686), боярин (1691—1692).
- Кондыревы: Иван и Борис Васильевичи — Серпейские городовые дворяне (1629), стряпчие (1676), стольники (1677—1692).
- Кондырев Иван Гаврилович — воевода в Брянске (1628—1629), в Ржеве (1632).
- Кондыревы: Иван (ум. 1635) и Ждан Пословы — московские дворяне (1627—1636), Яков Послов (1627—1640).
- Кондырев Пётр Послов — московский дворянин (1627—1668), походный московский дворянин царицы Натальи Кирилловны (1676—1677).
- Кондырев Ждан Васильевич — московский дворянин (1627—1640), воевода в Ряжске (1626—1627), в Енисейске (1631), окольничий (1658).
- Кондырев Осип Леонтьевич — воевода в Одоеве (1640).
- Кондырев Замятня Мешаев — московский дворянин (1640).
- Кондырев Никита Яковлевич — воевода в Михайлове (1646—1648).
- Кондырев Михаил — приказный, воевода в Илимске (1651—1652).
- Кондырев Семён Тимофеевич — стольник, потом окольничий, воевода в Соликамске (1651), в Перми (1679—1681).
- Кондырев Пётр Жданович — стольник (1640—1676), воевода в Сургуте (1656).
- Кондырев Иван Дмитриевич — московский дворянин (1658).
- Кондырев Пётр — воевода в Калуге (1664—1665).
- Кондырев Пётр Тимофеевич — воевода в Курске (1675).
- Кондырев Захарий Григорьевич — воевода в Лихвине (1677—1678).
- Кондырев Михаил Никитич — воевода в Зарайске (1678).
- Кондырев Иван Филатьевич — стольник, воевода в Курмыше (1680).
- Кондыревы: Семён Яковлевич (в 1640), Никита, Кузьма, Иван Меньшой и Иван Яковлевичи, Иван Петрович, Иван Жданович, Емельян Степанович, Евдоким Никитич, Гаврила Васильевич, Алексей Артемьевич — стряпчие (1678—1692).
- Кондыревы: Яков Герасимович, Никита Яковлевич, Михаил и Клим Ивановичи, Герасим Аверкович, Василий Борисович, Михаил и Алексей Никитичи — московские дворяне (1672—1692).
- Кондыревы: Фёдор Артемьевич, Фёдор Степанович, Степан Тёмкин, Пимен Андреевич, Семён Жданович, Осип Васильевич, Феоктист и Иван Михайловичи, Иван и Ефим Семёновичи, Евтифей Захарьевич, Михаил, Степан Большой, Дмитрий и Афиноген Ивановичи — стольники (1678—1692).
- Кондыревы: Тимофей Петрович, Иван Фёдорович, Василий Иванович и Артемон Степанович — стольники царицы Прасковьи Фёдоровны (1686—1692).[4][5].